# Исаева, Виктория Владимировна
Виктория Владимировна Исаева (6 декабря 1999, Ростовская область, Россия) — российская спортсменка, специализируется по карате кумите и WKF, призёр чемпионата мира. Мастер спорта России международного класса.

## Спортивная карьера
Является воспитанницей МБУ ДО ДЮСШ №5 Железнодорожного района Ростова-на-Дону, занималась у Зазы Цулая. В ноябре 2018 года завоевала серебряную медаль на чемпионате мира в Мадриде, уступив только Ирине Зарецкой, выступавшей за Азербайджан. Но после чемпионата мира она решила переехать в Махачкалу и сейчас занимается у бывшего главного тренера сборной России Омара Муртузалиева. Выступает за Дагестан. В феврале 2020 заняла в Венгрии второе место на молодёжном чемпионате Европы по каратэ. В октябре 2020 года стала победительницей чемпионата России, который проходил в Екатеринбурге. В июне 2021 года в Париже в квалификационном турнире ей не удалось завоевать путёвку на Олимпийские игры в Токио. В сентябре 2022 года в Казани стала чемпионкой России. 

## Достижения
- Чемпионат мира по карате 2018 — ;
- Чемпионат России по карате 2020 — ;
- Чемпионат России по карате 2022 — ;